# Palaos en los Juegos Olímpicos de Tokio 2020
Palaos estuvo representado en los Juegos Olímpicos de Tokio 2020 por tres deportistas, dos hombres y una mujer, que compitieron en dos deportes.
Los portadores de la bandera en la ceremonia de apertura fueron el atleta Adrian Ililau y la nadadora Osisang Chilton. El equipo olímpico palauano no obtuvo ninguna medalla en estos Juegos.